# Kaare Strøms model
Kaare Strøms model er en model, der bruges til at undersøge politiske partiers adfærd. Kaare Strøm deler partierne op i tre typer: office seeking, vote seeking og policy seeking. Partier, som ønsker at besætte positioner i regeringen, er office seeking. Vote seeking-partier ønsker at få så mange stemmer som muligt og derved være stemmemaksimerende, mens policy seeking-partier ønsker at gennemføre deres politik.
Som oftest er partierne dog en blanding af to eller af alle tre typer, da et parti f.eks. ved at opnå mange stemmer også kan besætte positioner i en regering.